# Татарстан (журнал)
Журнал «Татарстан» — ежемесячный общественно-политический журнал Республики Татарстан. Издается с 1920 г., является ровесником республики. «Татарстан» был первым и единственным издававшимся в автономной республике теоретическим и партийным журналом. На его страницах отражались основные вехи развития страны и республики. Основные темы: политика, экономика, общество, культура, спорт.
«Татарстан» – единственный общественно-политический журнал Татарстана, который выходит на двух государственных языках.

## Рубрики
- Редакционная кухня
- Мемуары счастливых
- Книжная полка
- Проект "Поколение"
- Лучшее место на земле
- Колумнисты «Татарстана»
- Долгожители «Татарстана»
- Деревни Татарстана
- «За заслуги перед Республикой Татарстан»
- Патриоты Татарстана
- Легенды Татарстана

## История
За 100 лет существования журнал несколько раз поменял свое название:
С 1 декабря 1920 г. — «Вестник областкома РКП ТССР», вышел спустя полгода после подписания Декрета об образовании ТАССР и являлся родоначальником нового в республике теоретического и политического издания. Двухнедельный орган обкома РКП(б), тираж 3000 экземпляров. Его организатором был первый секретарь обкома партии А. П. Таняев. Журнал освещал основные темы: деятельность партии, агитация и пропаганда, циркуляры и инструкции, состояние промышленного производства, сельского хозяйства, жизнь пролетариата.
С 15 сентября 1921 г. — «Спутник агитатора», двухнедельный орган обкома РКП(б), всего вышло четыре номера, тираж 3000 экземпляров. Журнал освещал основные темы: деятельность партии, агитация и пропаганда, новая экономическая политика, развитие налогового законодательства, тарифной политики, борьба с голодом, состояние промышленного производства, сельского хозяйства, жизнь пролетариата.
С ноября 1921 г. «Коммунистический путь», печатный орган обкома РКП(б) и Главполитпросвета Татреспублики. Выпущено 26 номеров, тираж в разные годы варьировался 1200—2000 экземпляров. Помимо основных тем — марксизм и ленинизм, деятельность партии, агитация и пропаганда, журнал начал поднимать широкие общественные вопросы: борьба с религией, борьба с голодом, геополитические обзоры, юношеское и женское революционное движение, профсоюзы, законопроекты ВЦИК, жизнь районов, партобразование, пролетарская культура, новая судебная политика, развитие страховой системы, коммунистическая этика, национальный вопрос, литературные очерки, критика и пр. В 1992 году в журнале впервые появляется реклама. В 1923 году впервые подписка на журнал становится платной — 6 рублей за 1 месяц.
С 21 января 1925 г. «Путь Ильича», двухнедельное издание. Журнал освещал основные темы: жизнь и учение Ленина, развитие коммунизма в СССР и за рубежом. В журнале появляется много литературных работ — стихов, очерков, рассказов, критики, а также иллюстрации и фотографий.
С 1 мая 1925 г. «Причал» двухнедельный литературно-общественный журнал. В издании печатались рассказы и стихи известных татарских, союзных и зарубежных писателей — «Никита Рубцов» М.Горького, «Радио-агитатор» В.Маяковского, «Тому, кто ждет» О.Генри, «Пожар Пугачевский» (глава из поэмы «Емельян Пугачев») В.Каменского и др. Обзоры новостей СССР и Татарии, статьи о жизни в Европе, Америке, Китае, Японии. Рассказы о крупных производствах республики — фабрика «Спартак», Завод им. Мулла-Нур Вахитова, Бондюжский химический завод и др. А также материалы про культуру, искусство, науку, историю, общество.
С марта 1926 г. «Спутник партийного активиста», ежемесячный теоретический и политический орган обкома ВКП(б). Вышло 10 номеров на русском языке. Параллельно с ним в этом же году появился ежемесячный журнал обкома партии на татарском языке «Житакче». В 1932 г. он был переименован в «Татарстан большевигы». Всего до начала Великой Отечественной войны вышло 139 номеров.
С 1932 г. — «Большевик Татарии» на русском языке, вышло 36 номеров. Ежемесячный теоретический и политический орган обкома ВКП(б), тираж в среднем 3000 экземпляров. Журнал освещал основные темы: ленинизм, сталинизм, пропаганда и агитация, жизнь партийных организаций, деятельность партии, история СССР. Вновь исчезли иллюстрации, общественные и литературные темы.
С января 1958 г. — возобновление приостановленного в годы Великой Отечественной войны теоретического и политического журнала обкома под названием «Коммунист Татарии» на русском и татарском языках. Вышло 386 номеров, тираж в разные годы варьировался 6000 — 30000 экземпляров. На страницах издания освещались выступления секретарей Обкома КПСС, лекции и консультации про коммунизм и социализм, пропаганда и агитация. Материалы про экономику, политику, общество, историю, образование, литературу. В качестве авторов материалов выступали научные работники, руководители предприятий, общественные активисты. В журнале публикуются письма читателей, среди них был Баки Урманче. Печатаются литературные рассказы, среди них «Я» Туфана Миннуллина, «Заметки о национализме» Дж. Оруэлла.
С 1991 г. — «Татарстан» на русском и татарском языках. Журнал считается общественно-политическим и теоретическим, учрежден Татарским республиканским комитетом КПСС. Тираж в разные годы варьировался 4350 — 10300 экземпляров. Полностью обновился фирменный стиль, журнал стал полноцветным, со множеством иллюстраций и фотографий. Основные темы материалов — политика, общество, культура, история, экономика. Добавляются смелые для того времени редакционные рубрики — «На перекрестке мнений», «Между прошлым и будущим», «Взгляд с другой стороны», «Партийная панорама» и др. На протяжении многих номеров в журнале напечатана «Жизнь Магомета» В.Ирвинга. В 2010 году запущен официальный сайт журнала.

## Главные редакторы
В довоенный период: А. П. Таняев, Г. Г. Мансуров, М. К. Корбут, М. М. Хатаевич, З.Гимранов, Б. А. Абдуллин, В. А. Баскин, Л.Пинхасик, С. А. Мухаметов.
В послевоенный период: Ш. Х. Хамматов (1958—1960 гг.), Дж. И.Гильманов (1962—1965 гг.), М. М. Мусин (1960—1962, 65, 69 гг.), Ш. М. Валеев (1969—1987 гг.), А. И. Афанасьев (1987—1990 гг.).
Конец XX — настоящее время: Д. Р. Шарафутдинов (1990—1991 гг.), Р. А. Мустафин (1991—1998 гг.), Р. А. Фаттахов (1998—2008 гг.), Д. К. Байчурина (2009—2012 гг.), А. Д. Тюрин (2012-2015 гг.), Т.Н. Вафина (с 2015 г.)

## Знаменитые авторы журнала
А. Горький, В. Маяковский, М. Ольшанский, И. Бабель, А. Жаров, Н. Тихонов, В. Инбер, М. Кольцов, Х. Якупов, Н. Жиганов, М. Яруллин, Ч. Айтматов, Р. Мустафин и др.

## Награды
В 1977 году журнал «Коммунист Татарии» — «Татарстан коммунисты» награждён орденом Дружбы народов.

## Авторские проекты журнала
- Литературная премия журнала «Татарстан»
- Историко-патриотический проект «Поколение»
- Благотворительный проект к 8 марта «Преображение бабушек»